# Marcelo David
Marcelo „coldzera“ David (* 31. Oktober 1994) ist ein brasilianischer E-Sportler, der durch seine Erfolge in der Disziplin Counter-Strike: Global Offensive bekannt wurde. Seit Anfang 2022 spielt er für das Team 00 Nation.

## Karriere
David fiel bis zur ersten Hälfte des Jahres 2015 auf nationaler Ebene durch kleinere Erfolge auf. Im Juli 2015 wurde er Teil des Teams von Luminosity Gaming. Sein Team erreichte in den verbleibenden Monaten des Jahres 2015 zwei zweite Plätze bei Wettbewerben der ESL Pro League und FACEIT. Höhepunkt in seiner Zeit bei Luminosity Gaming war der Gewinn der MLG Columbus 2016 im April 2016. Die Valve Corporation ehrte nach dem Turnier durch Einfügen eines Graffitos auf der Map de_mirage einen Spielzug des Brasilianers, bei dem er vier Spieler – zwei davon im Sprung – in einer Runde erledigte.
Am 1. Juli 2016 übernahm SK Gaming die gesamte CS:GO-Mannschaft von Luminosity Gaming. Bereits am 10. Juli 2016 feierte David durch den Gewinn der ESL One Cologne 2016 seinen ersten großen Erfolg unter der Fahne von SK.
David belegte den ersten Platz der "TOP 20 PLAYERS OF 2016" – Liste von HLTV.org. Diese Auszeichnung wurde ihm im Folgejahr erneut verliehen.
Nach einer 0:16-Niederlage gegen das australische Team Renegades in der Nacht zum 1. September 2016, bei welchen SK Gaming mit dem Stand-In Gustavo „SHOOWTiME“ Gonçalves spielte, fiel David via Twitter durch abwertenden Aussagen gegenüber dem Ersatzspieler auf. Auch Kritiker seiner Aussage beleidigte er anschließend.
Im Jahr 2017 folgten acht weitere Erfolge auf internationalen Offline-Turnieren, darunter der Sieg der ESL Pro League Season 6. Im Juni 2018 verpflichtet Immortals das Team von SK Gaming, unter welche wiedererweckten Brand Made in Brazil spielte. Unter den Namen von Mibr erreichte er das Halbfinale im Faceit Major: London 2018 und im IEM Major: Katowice 2019.
Im September 2019 wechselte David zum FaZe Clan. Nach einigen Turniererfolgen wurde er im Juni 2021 auf die Bank gesetzt. Nachdem er anschließend einige Turniere als Ersatzspieler für CompLexity gespielt hatte, wechselte er im Januar zu 00 Nation. Im IEM Major: Rio 2022 erreichte er den 23.–24. Rang.

## Erfolge
Die folgende Tabelle zeigt die wichtigsten Erfolge von Marcelo „coldzera“ David. Da Counter-Strike in Fünferteams gespielt wird, entsprechen die dargestellten Preisgelder einem Fünftel des gewonnenen Gesamtpreisgeldes des jeweiligen Teams.
| Jahr | Platz   | Turnier                                                  | Team              | Persönliches Preisgeld |
| ---- | ------- | -------------------------------------------------------- | ----------------- | ---------------------- |
| 2015 | 5. – 8. | ESL One Cologne 2015                                     | Luminosity Gaming | 02.000 $               |
| 2015 | 5. – 8. | DreamHack Cluj-Napoca 2015                               | Luminosity Gaming | 02.000 $               |
| 2015 | 2.      | ESL ESEA Pro League Season 2 NA Division                 | Luminosity Gaming | 03.300 $               |
| 2015 | 2.      | FaceIT League 2015 Stage 3 auf der DreamHack Winter 2015 | Luminosity Gaming | 010.000 $              |
| 2015 | 5. – 6. | ESL ESEA Pro League Season 2 Finals                      | Luminosity Gaming | 02.500 $               |
| 2016 | 3. – 4. | Star Ladder i-League StarSeries XIV Finals               | Luminosity Gaming | 04.000 $               |
| 2016 | 2.      | DreamHack Leipzig 2016                                   | Luminosity Gaming | 04.000 $               |
| 2016 | 2.      | IEM X – World Championship                               | Luminosity Gaming | 08.800 $               |
| 2016 | 1.      | MLG Major Championship: Columbus 2016                    | Luminosity Gaming | 100.000 $              |
| 2016 | 1.      | DreamHack Austin 2016                                    | Luminosity Gaming | 010.000 $              |
| 2016 | 1.      | ESL Pro League Season 3 Finals                           | Luminosity Gaming | 040.000 $              |
| 2016 | 2.      | Esports Championship Series Season 1 – Finals            | Luminosity Gaming | 025.000 $              |
| 2016 | 1.      | ESL One Cologne 2016                                     | SK Gaming         | 100.000 $              |
| 2016 | 3. – 4. | ESL One New York 2016                                    | SK Gaming         | 05.000 $               |
| 2016 | 3. – 4. | EPICENTER 2016 – Finals                                  | SK Gaming         | 08.000 $               |
| 2016 | 2.      | ESL Pro League Season 4: Finals                          | SK Gaming         | 018.000 $              |
| 2016 | 2.      | IEM XI – Oakland                                         | SK Gaming         | 010.600 $              |
| 2016 | 3. – 4. | Eleague Season 2                                         | SK Gaming         | 012.000 $              |
| 2016 | 3. – 4. | Esports Championship Series Season 2 – Finals            | SK Gaming         | 013.000 $              |
| 2017 | 3. – 4. | Eleague Major: Atlanta 2017                              | SK Gaming         | 014.000 $              |
| 2017 | 2.      | DreamHack Masters Las Vegas 2017                         | SK Gaming         | 020.000 $              |
| 2017 | 1.      | cs_summit                                                | SK Gaming         | 012.750 $              |
| 2017 | 1.      | IEM XII – Sydney                                         | SK Gaming         | 020.000 $              |
| 2017 | 3. – 4. | ESL Pro League Season 5                                  | SK Gaming         | 012.000 $              |
| 2017 | 1.      | DreamHack Summer 2017                                    | SK Gaming         | 010.000 $              |
| 2017 | 1.      | Esports Championship Series Season 3 – Finals            | SK Gaming         | 050.000 $              |
| 2017 | 1.      | ESL One Cologne 2017                                     | SK Gaming         | 020.000 $              |
| 2017 | 5. – 8. | PGL Major: Kraków 2017                                   | SK Gaming         | 07.000 $               |
| 2017 | 3. – 4. | ESG Tour Mykonos 2017                                    | SK Gaming         | 04.000 €               |
| 2017 | 3. – 4. | ESL One New York 2017                                    | SK Gaming         | 05.000 $               |
| 2017 | 1.      | EPICENTER 2017 – Finals                                  | SK Gaming         | 050.000 $              |
| 2017 | 3. – 4. | IEM XII – Oakland                                        | SK Gaming         | 05.600 $               |
| 2017 | 1.      | BLAST Pro Series: Copenhagen 2017                        | SK Gaming         | 025.000 $              |
| 2017 | 1.      | ESL Pro League Season 6 – Finals                         | SK Gaming         | 045.000 $              |
| 2018 | 3. – 4. | Eleague Major: Boston 2018                               | SK Gaming         | 014.000 $              |
| 2018 | 1.      | WESG 2017 – North American Finals                        | SK Gaming         | 04.000 $               |
| 2018 | 3. – 4. | cs_summit 2                                              | SK Gaming         | 03.900 $               |
| 2018 | 5. – 6. | ESL Pro League Season 7 – Finals                         | SK Gaming         | 06.400 $               |
| 2018 | 1.      | Adrenaline Cyber League 2018                             | SK Gaming         | 013.000 $              |
| 2018 | 1.      | Moche XL Esports                                         | SK Gaming         | 05.000 $               |
| 2018 | 3. – 4. | ESL One Belo Horizonte 2018                              | SK Gaming         | 03.400 $               |
| 2018 | 1.      | Zotac Cup Masters 2018                                   | Made in Brazil    | 040.000 $              |
| 2018 | 3. – 4. | Faceit Major: London 2018                                | Made in Brazil    | 014.000 $              |
| 2018 | 2.      | Blast Pro Series: Istanbul 2018                          | Made in Brazil    | 010.000 $              |
| 2018 | 3. – 4. | ESL Pro League Season 8 - Finals                         | Made in Brazil    | 011.000 $              |
| 2019 | 3. – 4. | IEM Major: Katowice 2019                                 | Made in Brazil    | 014.000 $              |
| 2019 | 3.      | BLAST Pro Series: Miami 2019                             | Made in Brazil    | 05.000 $               |
| 2019 | 3. – 4. | IEM XIV - Sydney                                         | Made in Brazil    | 04.000 $               |
| 2019 | 1.      | Blast Pro Series: Copenhagen 2019                        | FaZe Clan         | 025.000 $              |
| 2019 | 3. – 4. | IEM XIV - Beijing                                        | FaZe Clan         | 05.000 $               |
| 2020 | 3.      | ESL One: Road to Rio - Europe                            | FaZe Clan         | 02.800 $               |
| 2020 | 3.      | DreamHack Masters Spring 2020: Europe                    | FaZe Clan         | 04.000 $               |
| 2020 | 3.      | Blast Premier: Spring 2020 European Finals               | FaZe Clan         | 06.000 $               |
| 2020 | 1.      | IEM - New York Online: Europe                            | FaZe Clan         | 014.000 $              |

## Auszeichnungen
- 2016: Platz 1 der HLTV.org Bestenliste[11]
- 2017: Platz 1 der HLTV.org Bestenliste[12]
- 2018: Platz 2 der HLTV.org Bestenliste[13]